# Mont Codrington
Le mont Codrington est une montagne située en Antarctique.
Il a été découvert par John Biscoe en 1831 et fut cartographiée par l'expédition BANZARE en 1930. Il s'élève à 1 520 mètres d'altitude.